# Europese Challenge Tour 2014
De Europese Challenge Tour bestond in 2014 uit 27 officiële golftoernooien.

## Achtergrond
De top-5 spelers van de Pro Golf Tour van 2013 promoveerden naar de Challenge Tour van 2014. Dit waren David Law, Bernd Ritthammer, Robin Kind, Christopher Mivis en Florian Fritsch, die vier toernooien had gewonnen.
De top-15 spelers van de Challenge Tour Rankings promoveerden eind 2014 naar de Europese Tour van 2015.

## Tourschema
| Van         | Tot   | Toernooi                        | Baan                          | Winnaar            | Score       | Score       | Prijzengeld |
| ----------- | ----- | ------------------------------- | ----------------------------- | ------------------ | ----------- | ----------- | ----------- |
| 06-03       | 09-03 | The Barclays Kenya Open         | Karen Country Club            | Jake Roos          | 278         | -10         | € 200.000   |
| 03-04       | 06-04 | NH Collection Open 1)           | La Reserva                    | Marco Crespi       | 278         | -10         | € 600.000   |
| 24-04       | 27-04 | Challenge de Catalunya          | Lumine Golf Club              | Antonio Hortal     | 199         | -14         | € 160.000   |
| 08-05       | 11-05 | Madeira Island Open             | Santo da Serra Golf Club      | Daniel Brooks      | 135         | -9          | € 600.000   |
| 15-05       | 18-05 | Turkish Airlines Challenge      | National Golf Club Antalya    | Oliver Farr        | 286         | -2          | € 175.000   |
| 22-05       | 25-05 | Kärnten Golf Open               | Golfclub Schloss Finkenstein  | Moritz Lampert     | 265         | -19         | € 160.000   |
| 29-05       | 01-06 | Czech Challenge Open            | Golf & Spa Kunetická Hora     | Thomas Linard      | 269         | -19         | € 185.000   |
| 05-06       | 08-06 | Fred Olsen Challenge de España  | Tecina Golf                   | Moritz Lampert     | 264         | -20         | € 160.000   |
| 12-06       | 15-06 | Najeti Hôtels et Golfs Open 1)  | Aa Saint-Omer Golf Club       | Jordi García Pinto | 277         | -7          | € 600.000   |
| 19-06       | 22-06 | Belgian Challenge Open          | Cleydael Golf & Country Club  | William Harrold po | 266         | -18         | € 160.000   |
| 26-06       | 29-06 | Scottish Hydro Challenge        | Macdonald Spey Valley GC      | Andrew Johnston    | 265         | -19         | € 250.000   |
| 03-07       | 06-07 | AEGEAN Challenge Tour by Hartl  | Hartl Resort Bad Griesbach    | Jake Roos          | 275         | -13         | € 170.000   |
| 10-07       | 13-07 | Slovakia Challenge              | Penati Golf Resort            | Andrew McArthur    | 265         | -19         | € 160.000   |
| 17-07       | 20-07 | Swiss Challenge                 | Golf Sempachersee             | Pierre Relecom     | 269         | -15         | € 160.000   |
| 24-07       | 27-07 | Le Vaudreuil Golf Challenge     | Golf PGA France du Vaudreuil  | Andrew Johnston    | 268         | -16         | € 200.000   |
| 31-07       | 03-08 | Azerbaijan Golf Challenge Open  | National Azerbaijan Golf Club | Moritz Lampert     | 272         | -15         | € 300.000   |
| 07-08       | 10-08 | Norwegian Challenge             | Miklagard Golf Club           | Benjamin Hebert    | 273         | -15         | € 175.000   |
| 14-08       | 17-08 | Vacon Open                      | Kytäjä Golf                   | Mark Tullo         | 264         | -20         | € 170.000   |
| 20-08       | 23-08 | Rolex Trophy                    | Golf Club de Genève           | Byeong-hun An      | 269         | -19         | € 230.000   |
| 28-08       | 31-08 | Northern Ireland Open Challenge | Galgorm Castle                | Joakim Lagergren   | 271         | -13         | € 170.000   |
| 04-09       | 07-09 | Open Côtes d'Armor Bretagne     | Golf de Pléneuf               | Benjamin Hebert    | 265         | -15         | € 200.000   |
| 11-09       | 14-09 | Karkhov Superior Cup            | Superior Golf & Spa Resort    | geannuleerd        | geannuleerd | geannuleerd | € 250.000   |
| 18-09       | 21-09 | Kazakhstan Open                 | Almaty                        | Sam Hutsby         |             |             | € 450.000   |
| 02-10       | 05-10 | EMC Golf Challenge Open         | Olgiata Golf Club             | Ricardo Gouveia    |             |             | € 180.000   |
| Final Swing |       |                                 |                               |                    |             |             |             |
| 16-10       | 19-10 | Shankai Classic                 | Chongqing Poly Golf Club      | Johan Edfors       |             |             | $ 350.000   |
| 23-10       | 26-10 | The Foshan Open                 | Foshan Golf Club              | Jason Palmer       |             |             | $ 350.000   |
| 30-10       | 02-11 | Oman Golf Classic               | Almouj Golf                   | Max Orrin          |             |             | $ 330.000   |
| 05-11       | 08-11 | Challenge Tour Grand Final      | Al Badia                      | Benjamin Hebert    |             |             | $ 350.000   |

De toernooien van de Final Swing leveren meer punten op voor de wereldranglijst dan de voorgaande toernooien.
1) Toernooi telt ook mee voor de Europese Tour.

1990 ·
1991 ·
1992 ·
1993 ·
1994 ·
1995 ·
1996 ·
1997 ·
1998 ·
1999 ·
2000 ·
2001 ·
2002 ·
2003 ·
2004 ·
2005 ·
2006 ·
2007 ·
2008 ·
2009 ·
2010 ·
2011 ·
2012 ·
2013 ·
2014